# 공유 반지름

공유 반지름(혹은 공유결합 반지름)은 공유결합을 하고 있는 같은 원자 사이의 거리의 절반이다.

## 같이 보기
- 원자 반지름
- 반데르발스 반지름
- 이온 반지름